# A Very Gaga Holiday
A Very Gaga Holiday là đĩa mở rộng (EP) trực tiếp của nữ ca sĩ người Mỹ Lady Gaga, gồm những bài hát mà cô biểu diễn trong chương trình truyền hình đặc biệt phát sóng trên kênh ABC nhân dịp ngày Lễ Tạ ơn mang tên A Very Gaga Thanksgiving. EP chính thức bày bán tại Hoa Kỳ vào ngày 22 tháng 11 năm 2011 thông qua việc phân phối độc quyền trên iTunes Store và Amazon và trễ hơn, vào ngày 26 tháng 11 tại các quốc gia còn lại trên thế giới. EP gồm những bản cover của các bài hát "Orange Colored Sky", "White Christmas" (đều thuộc thể loại jazz), đặc biệt, trong bản cover "White Christmas" Gaga tự bổ sung một phần lời do chính cô sáng tác vào bài hát gốc, "You and I" và "The Edge of Glory" (cả hai đều là phiên bản cover phong cách acoustic). "You and I" và "The Edge of Glory" đều là các bài hát nằm trong album phòng thu thứ hai phát hành trước đó của nữ ca sĩ với tựa đề Born This Way (2011). Thỉnh thoảng, sau khi trình bày được một nửa bài hát thì Gaga tạm dừng và bắt đầu tâm sự với thính giả.
Kể từ khi phát hành, A Very Gaga Holiday nhận được những phản hồi hai chiều từ giới phê bình. Nhà phê bình âm nhạc Stephen Thomas Erlewine, đại diện cho website AllMusic, đã chọn "White Christmas" và "Orange Colored Sky" là hai bài hát ông yêu thích trong EP, trong khi Amelia Proud, đến từ tờ Daily Mail, lại cảm thấy EP không được truyền cảm và có vẻ không hay bằng các nhạc phẩm trước của nữ ca sĩ. A Very Gaga Holiday góp mặt vào các bảng xếp hạng album của các quốc gia gồm Canada, Pháp và Hoa Kỳ, đồng thời ca khúc "White Christmas" trong EP cũng lọt vào bảng xếp hạng đĩa đơn tại các quốc gia gồm Bỉ, Nhật Bản và Anh.

## Bối cảnh và thu âm
Gaga cover ca khúc "Orange Colored Sky" trong một lần xuất hiện bất ngờ tại nhà hàng Oak Room, tọa lạc tại Thành phố New York vào ngày 29 tháng 9 năm 2010 và lần thứ hai vào ngày 5 tháng 1 năm 2011. Nghệ sĩ Brian Newan đóng vai trò là nghệ sĩ khách mời biểu diễn kèn trumpet cho các màn trình diễn tại sự kiện Robin Hood Gala vào ngày 9 tháng 5 năm 2011 với mục đích hỗ trợ gây quỹ cho tổ chức Robin Hood Foundation và tại sự kiện âm nhạc BBC Radio 1's Big Weekend tổ chức ở Carlisle, Anh vào ngày 15 tháng 5 cùng năm. Sau này trên chương trình đặc biệt A Very Gaga Thanksgiving phát sóng trên kênh ABC nhân dịp ngày Lễ Tạ ơn, Gaga tiếp tục cover lại ca khúc cùng với một bản cover ca khúc "White Christmas". Ngoài việc nhấn mạnh cái bản chất jazz của "White Christmas" cho khán giả chiêm ngưỡng thì cô còn tự thêm phần lời thứ hai cho nó vì cho rằng bài hát gốc "ngắn quá". Trong đoạn lời của mình, nữ ca sĩ miêu tả một chú người tuyết và nói rằng Ông già Noel đang trên đường đến gặp chú. Đoạn lời kết thúc sau khi Gaga nói "Thôi được rồi, thế thì tôi phải thừa nhận là ngoài trời tuyết rơi chưa dày lắm đâu." Các ca khúc thuộc A Very Gaga Holiday được thu âm trong khoảng thời gian chương trình A Very Gaga Thanksgiving đang trong quá trình ghi hình tại trường nữ sinh Convent of the Sacred Heart, Thành phố New York.
Ngày 22 tháng 11 năm 2011, A Very Gaga Holiday chính thức ra mắt công chúng dưới dạng EP nhạc số. Cả hai bản cover "Orange Colored Sky", "White Christmas" và hai ca khúc khác gồm các phiên bản acoustic của các đĩa năm 2011 của Gaga là "The Edge of Glory" và "You and I" – là cả hai ca khúc nằm trong album phòng thu thứ hai của nữ ca sĩ với tựa đề Born This Way – đều được đưa vào EP. Hãng thu âm Interscope Records thông báo về EP sau buổi khai trương của xưởng thủ công Holiday Wonderland Gaga Workshop trong trung tâm cửa hàng bách hóa Barneys New York. A Very Gaga Holiday chính thức được mở bán tại Hoa Kỳ trên iTunes Store và Amazon rồi được phát hành trên toàn cầu vào bốn ngày sau đó.

## Sáng tác
Bản cover "White Christmas" của Gaga là một "bản cover đậm phong cách jazz" và còn có thêm một phần lời do Gaga tự sáng tác nói về một chú người tuyết. Sau khi trình bày được nửa bài hát, trước khi bước sang đoạn lời mới, Gaga nói: "Như các bạn đã biết, tôi thì cũng khá thoải mái và hơi nhút nhát một chút, nhưng theo tôi thấy thì bài hát này ngắn quá. Nó là một bài hát về Giáng sinh tuyệt vời nhưng lại chỉ có một đoạn lời thôi, thế nên tôi đã thêm thêm một đoạn nữa của tôi vào." Bản cover "You and I" thì lại trái ngược; bài hát lần này không còn bất kỳ yếu tố âm nhạc nào giống với phiên bản nằm trong album Born This Way nữa, thay vào đó người nghe có thể nghe thấy giai điệu của đàn piano và kèn trumpet trong nửa đoạn đầu của bài hát. Trong khi biểu diễn bài hát, Gaga đôi khi lại vừa hét lên từ "America" ("Nước Mỹ"). Phiên bản cover acoustic của ca khúc "The Edge of Glory" bắt đầu bằng một đoạn độc thoại của Gaga, giải thích rằng cô viết bài hát này dành tặng cho ông nội của mình: "Đây là Lễ Tạ ơn thứ hai mà tôi không được ở bên cạnh ông nội tôi, và tôi đã viết bài hát này dành tặng ông ấy, nó đây. Và bà nội ơi, nếu bà đang xem cháu mình biểu diễn ở nhà, thì đây là ca khúc dành cho bà đấy." Sau khi hoàn thành phần điệp khúc đầu tiên, Gaga ngừng chơi piano lại và bắt đầu kể một câu chuyện nói về bánh quy của Ý. Thỉnh thoảng, sau khi trình bày được phân nửa bài hát đang thể hiện thì Gaga ngừng lại và bắt đầu trò chuyện với người nghe.

## Phát hành và tiếp nhận
| Đánh giá chuyên môn  | Đánh giá chuyên môn |
| Nguồn đánh giá       | Nguồn đánh giá      |
| Nguồn                | Đánh giá            |
| -------------------- | ------------------- |
| AllMusic             | [ 13 ]              |
| Daily Mail           | (tiêu cực)          |
| Entertainment Weekly | (tích cực)          |
| Evigshed Magazine    | (tích cực)          |

Tại Hoa Kỳ, A Very Gaga Holiday ra mắt tại vị trí thứ 52 trên bảng xếp hạng Billboard 200 với doanh số tiêu thụ tại quốc gia này là 22.000 bản trong tuần kết thúc vào ngày 10 tháng 12 năm 2011. Cũng vào tuần đó, EP này cũng giúp cho album Born This Way lên hạng từ 72 lên vị trí thứ 21 với doanh số tiêu thụ album ở mức 47.000 bản (cao hơn 416% so với tuần trước đó). Tính đến tháng 4 năm 2016, EP A Very Gaga Holiday đã bán được hơn 44.000 bản sao tại Hoa Kỳ, theo số liệu thống kê của Nielsen SoundScan. Phiên bản "White Christmas" của Gaga cũng lọt vào bảng xếp hạng UK Singles Chart lần đầu tiên tại vị trí thứ 87 trong tuần kết thúc vào ngày 3 tháng 12 năm 2011. Đồng thời, nó cũng lọt vào bảng xếp hạng đĩa đơn Flanders của Bỉ, đạt thứ hạng 86 trong tuần kết thúc vào ngày 24 tháng 12 năm 2011 và ra mắt trên bảng xếp hạng Japan Hot 100 tại vị trí thứ 93. Ngoài ra, EP còn ra mắt tại vị trí thứ 74 trên bảng xếp hạng Canadian Albums Chart của Canada và vị trí thứ 26 trên bảng xếp hạng SNEP Download Albums Chart của Pháp.
Nhà phê bình Stephen Thomas Erlewine từ website AllMusic đã trao cho EP ba trên năm sao, nhận xét rằng nó là một "quả bóng trang trí cây thông Giáng sinh rất rực rỡ" và cho rằng dù Gaga là một người ưa sự thẳng thắn, thế nhưng trong EP cô lại tỏ vẻ "thể hiện cảm xúc yêu mến từ bên trong cô" ra ngoài thông qua các bài hát. Erlewine còn chọn "White Christmas" và "Orange Colored Sky" làm hai ca khúc mà ông yêu thích nhất trong A Very Gaga Holiday. Sylvia Lesas từ tạp chí Evigshed Magazine thì dành lời khen đến phần âm nhạc của các ca khúc, nhận định rằng giọng hát của nữ ca sĩ là điểm nhấn cho EP. Thêm vào đó, nhà phê bình nhận xét thêm: "Bản cover 'The Edge of Glory' với đàn piano làm tôi khá bất ngờ. Nó thật sự là một bài hát khuấy động mọi người. [Gaga] Đúng là biết biến hóa các bài hát thêm phần đặc biệt." Erin Strecker từ tạp chí Entertainment Weekly viết một bài đánh giá tích cực về EP. Cô giải thích rằng những người hâm mộ Gaga chắc hẳn đang mong chờ một album tiếp theo giống như A Very Gaga Holiday – là một nhạc phẩm giúp cho giọng hát của nữ ca sĩ thêm phần rạng danh. Nhà phê bình cho biết thêm rằng các ca khúc thể hiện cho người nghe thấy được "giọng của Gaga phù hợp cho các phiên bản cover của các ca khúc được biểu diễn bởi một ban nhạc lớn hay đậm phong cách nhạc jazz này như thế nào". Amelia Proud từ tờ Daily Mail thì lại không hài lòng với EP, nhận xét rằng nó thiếu sức "truyền cảm". Sau khi so sánh A Very Gaga Holiday với album phòng thu thứ mười của nữ ca sĩ Kate Bush mang tên 50 Words for Snow và ca khúc "Misty" trong album, Proud cho rằng dù những nhạc phẩm trên đều lấy chung một chủ đề nhưng hình như các nhạc phẩm của Bush lại nghe khuấy động hơn Gaga.

## Danh sách ca khúc
| STT              | Nhan đề              | Sáng tác                                   | Thời lượng |
| ---------------- | -------------------- | ------------------------------------------ | ---------- |
| 1.               | "White Christmas"    | Irving Berlin Lady Gaga                    | 3:22       |
| 2.               | "Orange Colored Sky" | Milton DeLugg Willie Stein                 | 2:33       |
| 3.               | "You and I"          | Lady Gaga                                  | 3:34       |
| 4.               | "The Edge of Glory"  | Lady Gaga Fernando Garibay DJ White Shadow | 4:52       |
| Tổng thời lượng: | Tổng thời lượng:     | Tổng thời lượng:                           | 14:21      |

## Đội ngũ thực hiện
Đội ngũ thực hiện được chú thích trên cuốn booklet kỹ thuật số.
- Lady Gaga – hát, sản xuất, chơi piano
- Phil DeTolve – chỉnh sửa âm thanh, thu âm EP tại trường nữ sinh Convent of the Sacred Heart, Thành phố New York
- Brian Riordan – phối khí
- Alex Smith – chơi piano
- Brian Newman – thổi kèn trumpet
- Paul Francis – chơi trống bằng nhạc cụ điện tử
- Scott Ritchie – chơi bass
- Steven Kortyka – thổi kèn saxophone

## Xếp hạng
| Bảng xếp hạng (2011)                  | Vị trí xếp hạng cao nhất |
| ------------------------------------- | ------------------------ |
| Album Canada (Billboard)              | 74                       |
| Pháp (SNEM)                           | 26                       |
| Ý (FIMI)                              | 66                       |
| Album Hoa Kỳ Billboard 200            | 52                       |
| Hoa Kỳ Top Holiday Albums (Billboard) | 9                        |

| Bảng xếp hạng (2011)                | Vị trí xếp hạng cao nhất |
| ----------------------------------- | ------------------------ |
| Bỉ (Ultratip Flanders)              | 83                       |
| Ý (FIMI)                            | 86                       |
| Nhật Bản (Japan Hot 100)            | 93                       |
| Bảng xếp hạng không hợp lệ Anh Quốc | 87                       |

## Lịch sử phát hành
| Quốc gia | Ngày phát hành       | Định dạng       | Hãng đĩa           | Tham khảo |
| -------- | -------------------- | --------------- | ------------------ | --------- |
| Hoa Kỳ   | 22 tháng 11 năm 2011 | Tải kỹ thuật số | Interscope Records | [ 6 ]     |
| Toàn cầu | 26 tháng 11 năm 2011 | Tải kỹ thuật số | Interscope Records | [ 4 ]     |